# Plotosus
Plotosus is een geslacht van straalvinnige vissen uit de familie van de koraalmeervallen (Plotosidae).
De wetenschappelijke naam werd gepubliceerd in 1803 door Bernard Germain de Lacépède.

## Soorten
- Plotosus abbreviatus Boulenger, 1895
- Plotosus brevibarbus Bessednov, 1967
- Plotosus canius Hamilton, 1822Hamilton, 1822
- Plotosus fisadoha Ng & Sparks, 2002
- Plotosus japonicus Yoshino & Kishimoto, 2008
- Plotosus limbatus Valenciennes, 1840
- Plotosus lineatus (Thunberg, 1787) – Gestreepte koraalmeerval
- Plotosus nhatrangensis Prokofiev, 2008
- Plotosus nkunga Gomon & Taylor, 1982
- Plotosus papuensis Weber, 1910